# Johan Wikström
För ishockeyspelaren som tidigare hette Johan Wikström, se Johan Jarl, för botanikern, se Johan Emanuel Wikström.
Johan Wikström, född 1968 i Stockholm och uppvuxen i Leksand, är en svensk skådespelare och musikalartist. Han är utbildad på Teaterhögskolan i Malmö mellan åren 1993 och 1996. Sedan december 2008 är han anställd som musikalartist i Musikalliansen.
Wikström är son till två döva föräldrar, Anne-Marie Wikström och Lars-Åke Wikström.

## Filmografi
- 2003 – Den tredje vågen
- 2006 – Predikanten
- 2009 – Wallander – Hämnden

## Teater

### Roller (ej komplett)
| År        | Roll                   | Produktion                                                              | Regi                | Teater                                     |
| --------- | ---------------------- | ----------------------------------------------------------------------- | ------------------- | ------------------------------------------ |
| 1996      | Puck                   | En midsommarnattsdröm William Shakespeare                               | Martha              | Krapperup                                  |
| 1996      | Chino                  | West Side Story Leonard Bernstein, Stephen Sondheim och Arthur Laurents | Gordon Marsh        | Slagthuset                                 |
| 1997      |                        | Grease                                                                  |                     | Slagthuset                                 |
| 1998      |                        | Viva Carmen!                                                            |                     | Unga Musikteatern i Skåne                  |
| 1998      |                        | Sara och Steinunn                                                       |                     | Jönköpings Länsteater                      |
| 1999      | Anybodys               | West Side Story Leonard Bernstein, Stephen Sondheim och Arthur Laurents | Staffan Aspegren    | Göteborgsoperan                            |
| 2000      |                        | Les Misérables Claude-Michel Schönberg och Alain Boublil                |                     | Göteborgsoperan                            |
| 2001      |                        | Jesus Christ Superstar                                                  |                     | Göteborgsoperan                            |
| 2002      |                        | Spindelkvinnans Kyss                                                    |                     | Göteborgsoperan, Göteborgs Musikalensemble |
| 2002      |                        | Den öronlöse sångaren                                                   |                     | Värmlandsoperan                            |
| 2002      |                        | Mozart                                                                  |                     | Värmlandsoperan                            |
| 2003      |                        | Som man vill ha det                                                     |                     | teatern.nu                                 |
| 2003      |                        | Guys & Dolls                                                            |                     | Teatern i Kristianstad                     |
| 2004      | Riff                   | West Side Story Leonard Bernstein, Stephen Sondheim och Arthur Laurents | Georg Malvius       | Wermland Opera                             |
| 2005      | Eddie                  | Blodsbröder Willy Russell                                               | Billy Nilsson       | Wermland Opera                             |
| 2005      | Paul, påklädare Butler | Kiss Me, Kate Cole Porter, Samuel Spewack och Bella Spewack             | Staffan Aspegren    | Göteborgsoperan                            |
| 2006      |                        | 3 Musketiere                                                            |                     | Theater des Westens                        |
| 2006      |                        | Bröderna Lejonhjärta                                                    |                     | Göteborgsoperan                            |
| 2007      |                        | Zorba                                                                   |                     | Malmö Opera                                |
| 2007      |                        | Blodsbröder Willy Russell                                               |                     | Göteborgsoperan                            |
| 2007-2010 |                        | Himlaspelet                                                             |                     | Leksand                                    |
| 2009      |                        | The Fantasticks                                                         |                     | Malmö Opera                                |
| 2009      |                        | Show Boat                                                               |                     | Sörmlands musik & teater                   |
| 2010      |                        | The Fantasticks                                                         |                     | Malmö Opera                                |
| 2010      | Sir Danvers Carew      | Jekyll & Hyde – the musical Leslie Bricusse och Frank Wildhorn          | Ronny Danielsson    | Malmö Opera                                |
| 2014-     | Hellgum                | Ingmarsspelen                                                           | Martin Lindström    | Nås                                        |
| 2016      | Big Davey              | Billy Elliot the Musical Lee Hall och Elton John                        | Ronny Danielsson    | Malmö Opera                                |
| 2017      | Överste Ricci          | Passion Stephen Sondheim och James Lapine                               | Victoria Brattström | Norrlandsoperan                            |
| 2017      | Anatolij               | Chess Benny Andersson, Björn Ulvaeus och Tim Rice                       | Ola Hörling         | Kristianstads teater                       |

## Dubbning
- Powerpuffpinglorna - (Berättarröst)
- Ed, Edd & Eddy
- Senaste Surret
- Fantastic Four

### Fotnoter
1. ↑  ”West Side Story”. Slagthuset. Arkiverad från originalet den 8 november 2005. https://web.archive.org/web/20051108134732/http://www.slagthuset.com/slagthuset/Museum/West%20Side%20Story/WSS_Rollista.html. Läst 22 april 2018.
2. ↑  ”West Side Story, 1999”. Riksantikvarieämbetet. http://www.kringla.nu/kringla/objekt?text=jangfeldt&referens=GSM/event/796126. Läst 23 februari 2019.
3. ↑  ”West Side Story”. Wermland Opera. http://wermlandopera.com/evenemang/west-side-story. Läst 23 september 2015.
4. ↑  ”Blodsbröder Nypremiär 2005”. Wermland Opera. http://wermlandopera.com/evenemang/blodsbroder-nypremiar-2005. Läst 23 september 2015.
5. ↑  ”Kiss me Kate!, 2005”. Riksantikvarieämbetet. http://www.kringla.nu/kringla/objekt?text=jangfeldt&referens=GSM/event/828953. Läst 23 februari 2019.
6. ↑  ”Jekyll och Hyde”. Malmö Opera. Arkiverad från originalet den 25 september 2015. https://web.archive.org/web/20150925083140/http://www.malmoopera.se/forestallningar/jekyll-hyde. Läst 23 september 2015.
7. ↑  ”Passion”. Norrlandsoperan. http://norrlandsoperan.se/forestallning/passion/. Läst 10 februari 2018.
8. ↑  Chess på svenska